# 王略
王略（1985年5月19日—），是一名中国足球运动员，现担任中国足球超级联赛球队天津津门虎守门员教练。

## 俱乐部生涯
王略早年在广东宏远接受职业足球训练，广东宏远解散后转投深圳健力宝。2005年7月，王略转会加盟家乡球队沈阳金德。
7月16日，他在沈阳金德客场2比2逼平北京国安的比赛首发出场，上演职业生涯的联赛首秀。之后他迅速成为球队主力门将，在2005赛季中得到13次出场机会。2006赛季，上赛季被“封杀”的张烈复出，而宋振瑜也转会加盟，王略沦为球队的第三门将，之后两个赛季都未能出场。
2008年5月17日，由于宋振瑜和石笑天先后受伤，王略在时隔两年半后再次得到联赛出场机会，帮助球队主场1比1战平成都谢菲联。该赛季他一共出场7次，之后的两个赛季，他作为球队的第三门将，依然没有得到出场机会。
2010赛季结束后，长沙金德联赛排名垫底降级，球队被转卖到深圳成立深圳凤凰足球俱乐部参加2011赛季中甲联赛，王略选择留在球队。在赛季前半段，他担任石笑天的替补，在后半段成为球队的主力门将。赛季中，深圳凤凰又被转卖到广州成立广州富力足球俱乐部，并最终以联赛亚军的成绩重返中超，王略在这个赛季中出场10次，全部为首发。